# Paratettix pullus
Paratettix pullus är en insektsart som beskrevs av Bolívar, I. 1887. Paratettix pullus ingår i släktet Paratettix och familjen torngräshoppor. Inga underarter finns listade i Catalogue of Life.